# Schan Belenjuk
Schan Wensanowytsch Belenjuk (ukrainisch Жан Венса́нович Беленю́к, international verwendete Schreibweise Zhan Beleniuk; französisch Jean Beleniouk; * 24. Januar 1991 in Kiew) ist ein ukrainischer Ringer. Er wurde 2014 Europameister, 2015 Weltmeister und 2021 Olympiasieger im griechisch-römischen Stil in der Gewichtsklasse bis 87 kg Körpergewicht.
Nachdem Belenjuk vom ukrainischen Präsidenten Wolodymyr Selenskyj auf Listenplatz 10. seiner Partei Sluha narodu für die Parlamentswahlen in der Ukraine am 21. Juli 2019 gesetzt war wurde er, nach erfolgreicher Wahl, Abgeordneter der Werchowna Rada.

## Werdegang
Schan Belenjuk ist der Sohn einer Ukrainerin und eines Ruanders. Er begann als Jugendlicher im Jahre 2000 mit dem Ringen. Er bevorzugt den griechisch-römischen Stil und gehört dem Sportclub Sparta Kiew an. Trainiert wurde bzw. wird er hauptsächlich von Witali Kisilisa und Alexei Dobrowolski. Bei einer Größe von 1,78 Metern ringt er als Erwachsener im Mittelgewicht. Er ist auch in Deutschlands Ringerkreisen gut bekannt, weil er seit 2012 in der deutschen Bundesliga schon für den SV Germania 04 Weingarten, für den AC Lichtenfels und für den AC Luckenwalde startete.
Er war bereits als Junior sehr erfolgreich und gewann in dieser Altersgruppe bei internationalen Meisterschaften insgesamt fünf Medaillen. Seinen ersten Start absolvierte er dabei bei der Junioren-Europameisterschaft (Kadetten) 2007 in Warschau, wo er in der Gewichtsklasse bis 76 kg hinter Dimitri Potapow aus Russland den 2. Platz belegte. 2011 wurde er in Zrenjanin im Mittelgewicht Junioren-Europameister, wobei er im Finale Ramsin Azizsir aus Deutschland besiegte. Bei der Junioren-Weltmeisterschaft des gleichen Jahres in Bukarest verlor er nach vier gewonnenen Kämpfen erst im Finale gegen Rewazi Nadareischwili aus Georgien.
2012 wurde er vom ukrainischen Ringerverband auch erstmals bei den Senioren bei einer internationalen Meisterschaft eingesetzt. Das war bei der Europameisterschaft im März dieses Jahres in Belgrad. Er verlor dort seinen ersten Kampf gegen Damian Janikowski aus Polen, erkämpfte sich aber in der folgenden Trostrunde mit Siegen über Jim Eric Pettersson aus Schweden, den Olympiasieger von 2008 Andrea Minguzzi aus Italien und Laimutis Adomaitis aus Litauen noch eine Bronzemedaille. Bei der ukrainischen Ausscheidung für den Startplatz bei den Olympischen Spielen 2012 in London scheiterte er an dem erfahrenen Wassyl Ratschyba.
2013 wurde er wieder bei der Europameisterschaft eingesetzt. In Tiflis siegte er zunächst über Aleksander Kazakewitsch aus Litauen und Eerik Aps aus Estland, verlor aber dann gegen Nenad Žugaj aus Kroatien. Da dieser das Finale nicht erreichte, schied er aus und kam auf den 8. Platz. Bei der Weltmeisterschaft 2013 war im Mittelgewicht für die Ukraine wieder Wassyl Ratschyba am Start. Im Juli 2013 erkämpfte sich Schan Belenjuk bei der Universiade in Kasan hinter dem Olympiasieger von 2012 Alan Chugajew, Russland und Maxim Manukjan aus Armenien wieder eine Bronzemedaille.
Bei der Europameisterschaft im April 2014 in Vantaa/Finnland konnte Schan Belenjuk dann seinen ersten Titelgewinn bei einer internationalen Meisterschaft feiern. Er besiegte in Vantaa im Mittelgewicht Amer Hrustanovic, Österreich, Laimutis Adomaitis, den erfahrenen Olympiasieger, mehrfachen Welt- und Europameister Alexei Mischin aus Russland und Rami Hietaniemi aus Finnland. Bei der Weltmeisterschaft 2014 in Taschkent sicherte er sich mit Siegen über Rami Hietaniemi, Pablo Enrique Shorey Hernandez, Kuba, Ahmed Ibrahim, Ägypten und Ramsin Azizsir, Deutschland, bei einer Niederlage im Halbfinale gegen Saman Tahmasebi, Aserbaidschan, eine Bronzemedaille.
2015 wurde dann für Schan Belenjuk zum bis dahin erfolgreichsten Jahr in seiner Ringerlaufbahn. Im Juni 2015 verlor er bei den 1. Europäischen Spielen in Baku im Finale nach Siegen über Dejan Franjkovic, Serbien, Attila Tamas, Rumänien, Metehan Basar, Türkei und Maxim Manukjan, Armenien im Finale zwar gegen Dawit Chakwetadse aus Russland, bei der Weltmeisterschaft dieses Jahres in Las Vegas wurde er dann aber mit Siegen über Alfonso Levya, Mexiko, Ramsin Azizsir, Wiktor Lörincz, Ungarn, Damian Janikowski, Polen, Saman Tahmasebi und Rustam Assakalow, Usbekistan, erstmals Weltmeister im Mittelgewicht. Im Oktober 2015 gewann er auch noch den Titel bei den Militärweltspielen in Mungyeong/Südkorea vor Damian Janikowski, Laimutis Adomaitis und Alexei Mischin.
Bei den Europameisterschaften 2016 gewann Schan Belenjuk in Riga erneut den Europameistertitel in der Gewichtsklasse bis 85 kg Körpergewicht. Im Finale besiegte er dabei Robert Kobliaschwili aus Georgien. Bei den Olympischen Spielen 2016 in Rio de Janeiro siegte er über Ahmed Mohamed Ibrahim Saad aus Ägypten, Nikolai Bajrakow aus Bulgarien und Jawid Gamsatow, verlor aber im Finale gegen Dawit Chakwetadse aus Russland, der an diesem Tag in Überform war.
2018 gelang ihm der Gewinn der Silbermedaille bei den Weltmeisterschaften. Bei den 2021 ausgetragenen Olympischen Sommerspielen in Tokio wurde er Olympiasieger. Bei den Weltmeisterschaften 2023 in Belgrad gewann er die Bronzemedaille. Bei den Olympischen Spielen 2024 in Paris gewann er ebenfalls die Bronzemedaille.

## Internationale Erfolge
| Jahr | Platz  | Wettbewerb                                  | Gewichtsklasse | Ergebnisse |
| 2007 | 2.     | Junioren-EM (Cadets) in Warschau            | bis 76 kg      | hinter Dimitri Potapow, Russland und Viktor Lörincz, Ungarn |
| 2008 | 3.     | Junioren-EM (Cadets) in Daugavpils          | bis 76 kg      | hinter Aslan Artem, Türkei und Rizvan Mabajew, Russland |
| 2010 | 10.    | Junioren-EM in Samokow/Bulgarien            | Mittel         | Sieger. Aslan Atem vor Artur Aleksanjan, Armenien |
| 2010 | 3.     | Junioren-WM in Budapest                     | Mittel         | nach Siegen über Schariar Mammadow, Aserbaidschan, Wenzeslaw Solunkin, Belarus und Mustafa Chaghani, Iran, einer Niederlage gegen Artur Aleksanjan und einem Sieg über Machmud Baschijew, Russland       |
| 2011 | 1.     | Junioren-EM in Zrenjanin                    | Mittel         | vor Ramsin Azizsir, Deutschland, Mowsan Duguschijew, Russland und Aslan Atem |
| 2011 | 2.     | Junioren-WM in Bukarest                     | Mittel         | nach Siegen über Ryo Kikuchi, Japan, Stanislaw Kanew, Bulgarien, Julius Matuzevisius, Litauen und Balint Farkas, Ungarn und einer Niederlage gegen Rewazi Nadareischwili, Georgien                       |
| 2011 | 5.     | Vantaa-Painicup                             | Mittel         | Sieger: Asamat Bikbajew, Russland vor Wassyl Ratschyba, Ukraine |
| 2012 | 15.    | Golden-Grand-Prix in Szombathely            | Mittel         | Sieger: Péter Bácsi, Ungarn vor Selçuk Çebi, Türkei |
| 2012 | 3.     | EM in Belgrad                               | Mittel         | nach einer Niederlage gegen Damian Janikowski, Polen und Siegen über Jim Eric Pettersson, Schweden, Andrea Minguzzi, Italien und Laimutis Adomaitis, Litauen                                             |
| 2012 | 3.     | Azovmash-Cup in Mariupol                    | Mittel         | hinter Ali Gheitasikashouli, Iran und Saban Karatas, Türkei |
| 2012 | 5.     | "Oleg-Karawajew"-Memorial in Minsk          | Mittel         | Sieger: Machmud Baschijew vor Jawid Hamsatow, Belarus |
| 2013 | 10.    | Golden-Grand-Prix in Szombathely            | Mittel         | Sieger: Peter Bacsi vor Rewazi Nadareischwili |
| 2013 | 8.     | EM in Tiflis                                | Mittel         | nach Siegen über Aleksander Kazakewitsch, Litauen und Eerik Aps, Estland und einer Niederlage gegen Nenad Zugaj, Kroatien                                                                                |
| 2013 | 3.     | Universiade in Kasan                        | Mittel         | hinter Alan Chugajew, Russland und Maxim Manukjan, Armenien |
| 2013 | 1.     | Präsidenten-Cup von Kasachstan in Astana    | Mittel         | vor Asamat Kustabajew und Nursultan Tursinow, beide Kasachstan |
| 2014 | 1.     | Dan Kolow & Nikola Petrow-Memorial in Sofia | Mittel         | vor Nikolai Bajrakow, Bulgarien und Ahmet Yildirim, Türkei |
| 2014 | 1.     | EM in Vantaa/Finnland                       | Mittel         | nach Siegen über Amer Hrustanovic, Österreich, Laimutis Adomaitis, Alexei Mischin, Russland und Rami Hietaniemi, Finnland                                                                                |
| 2014 | 3.     | Großer Preis von Deutschland in Dortmund    | Mittel         | hinter Artur Schahinjan, Armenien und Kansu Ildem, Türkei |
| 2014 | 3.     | WM in Taschkent                             | Mittel         | nach Siegen über Rami Hietaniemi, Pablo Enrique Shorey Hernandez, Kuba und Ahmed Ibrahim, Ägypten, einer Niederlage gegen Saman Tahmasebi, Aserbaidschan und einem Sieg über Ramsin Azizsir, Deutschland |
| 2015 | 1.     | Takhti-Cup in Kermanshah/Iran               | Mittel         | vor Chadorchzi Davod Abedinzadeh, Iran |
| 2015 | 2.     | 1. Europäische Spiele in Baku               | Mittel         | nach Siegen über Dejan Franjkovic, Serbien, Attila Tamas, Rumänien, Metehan Basar, Türkei und Maxim Manukjan, Armenien und einer Niederlage gegen Dawid Chakwetadse, Russland                            |
| 2015 | 1.     | WM in Las Vegas                             | Mittel         | nach Siegen über Alfonso Levya, Mexiko, Ramsin Azizsir, Wiktor Lörincz, Ungarn, Damian Janikowski, Polen, Saman Tahmasebi und Rustam Assakalow, Usbekistan                                               |
| 2015 | 1.     | Welt-Militär-Spiele in Mungyeong/Südkorea   | Mittel         | vor Damian Janikowski, Laimutis Adomaitis und Alexei Mischin |
| 2015 | 2.     | Golden-Grand-Prix in Baku                   | Mittel         | hinter Dawit Chakwetadse, vor Islam Abbasow, Aserbaidschan und Mojtaba Karimfar, Iran |
| 2016 | 1.     | Intern. Turnier in Kiew                     | Mittel         | vor Wladimir Gegeschidse, Georgien, Juri Schkriuba, Ukraine und Davood Aliaschraf Akbari, Iran |
| 2016 | 1.     | EM in Riga                                  | Mittel         | vor Robert Kobliaschwili, Georgien, Tadeusz Michalik, Polen und Denis Kudla, Deutschland |
| 2016 | Silber | OS in Rio de Janeiro                        | Mittel         | nach Siegen über Ahmed Mohamed Ibrahim Saad, Ägypten, Nikolai Bajrakow, Bulgarien und Jawid Gamsatow, Belarus und einer Niederlage gegen Dawit Chakwetadse                                               |
| 2017 | 3.     | Intern. Turnier in Kiew                     | Mittel         | hinter Juri Schkriuba und Alexander Schischman, beide Ukraine |
| 2018 | 2.     | WM in Budapest                              | Mittel         | |
| 2019 | 1.     | WM in Las Vegas                             | Mittel         | |
| 2021 | Gold   | OS in Tokio                                 |                | |
| 2023 | 3.     | WM in Belgrad                               | Mittel         | |
| 2024 | Bronze | OS in Paris                                 | Mittel         | |

Erläuterungen
- alle Wettkämpfe im griechisch-römischen Stil
- OS = Olympische Spiele, WM = Weltmeisterschaft, EM = Europameisterschaft
- Mittelgewicht, Gewichtsklasse bis 84 kg Körpergewicht (bis 31. Dezember 2013); seit 1. Januar 2014 nach einer neuen Gewichtsklasseneinteilung durch den Ringer-Weltverband FILA (jetzt UWW) bis 85 kg Körpergewicht